# Gil de Santarém
Gil o Egidio de Santarem o de Vouzela  (Vouzela, 1190-Santarem, 14 de mayo de 1265) fue un presbítero católico portugués, miembro de la Orden de los Predicadores, venerado como beato en la Iglesia católica.

## Biografía
Gil nació en 1190 en Vouzela, Portugal, en el seno de una familia noble. Sus padre fueron Rodrigo y Teresa, quienes trabajaban en la corte del rey Sancho I. Desde su infancia fue dedicado al estudio de la medicina. Abrazó el estado clerical y se hizo a numerosos beneficios eclesiásticos. Según la leyenda se dio a toda clase de vicios, llegando a firmar un pacto con el Diablo. La misma leyenda reza que gracias a una experiencia mística se convirtió de nuevo a Cristo logrando escapar de las manos de Satanás. Real o ficticia, ciertamente gracias a una fuerte experiencia de dolor por los errores del pasado, en 1224, se hizo fraile dominico. Como predicador se caracterizó por un fecundo apostolado, lo que meritó la confianza de sus colegas, quienes le confiaron la dirección de la provincia portuguesa. Murió el 14 de mayo de 1265, en el convento de Santarem (Portugal).

## Culto
La fama de santidad del beato Gil de Santarem se expandió por todo el país, logrando que un gran número de peregrinos visitasen su tumba. Era invocado especialmente contra las asechanzas del Diablo. El culto inmemorial fue confirmado por el papa Benedicto XIV el 9 de mayo de 1748. Sus reliquias se encuentran en San Martino do Porto, cerca de Lisboa y su fiesta se celebra el 14 de mayo.